# Succédané de café

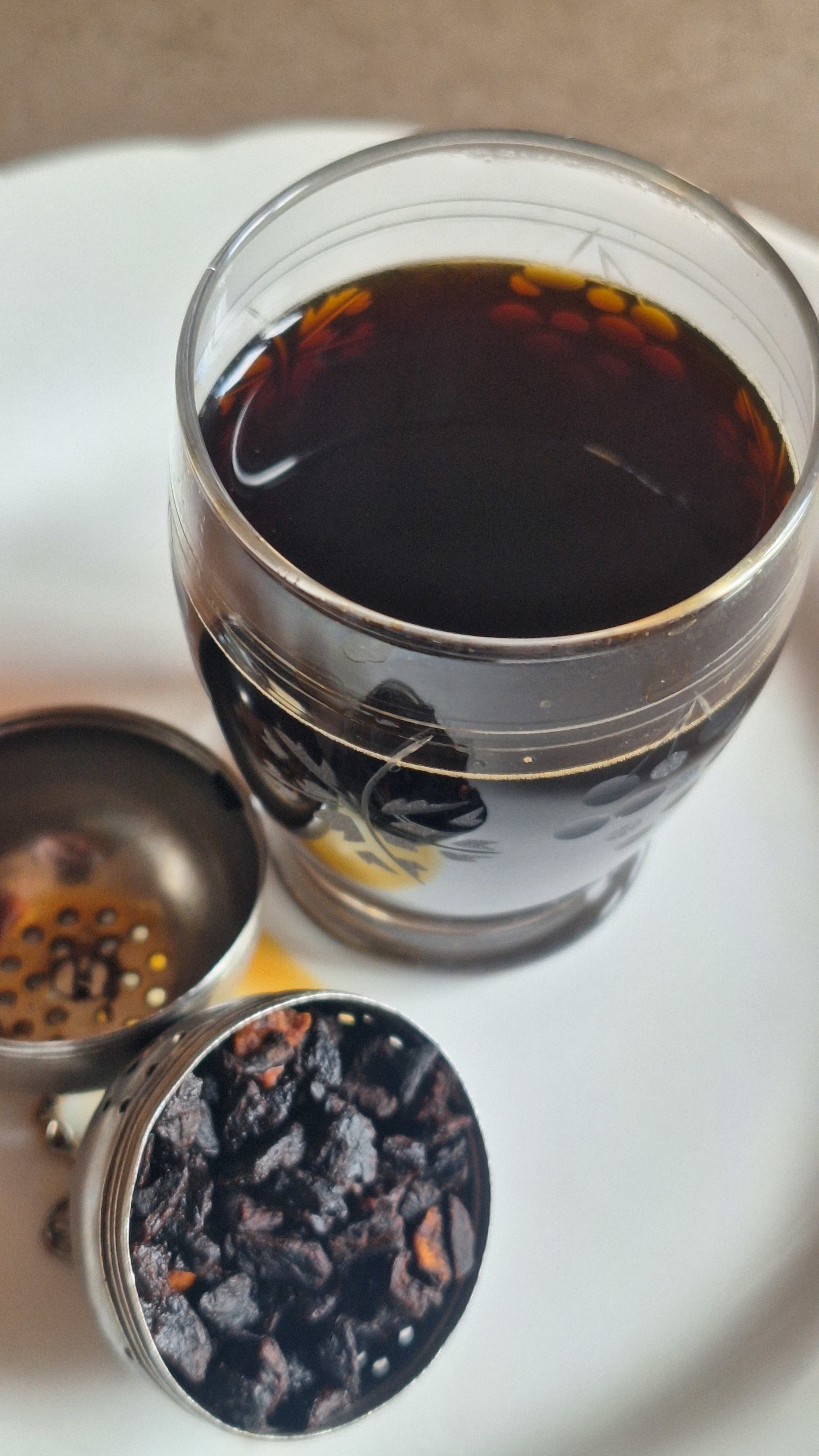
Chicorée infusée.

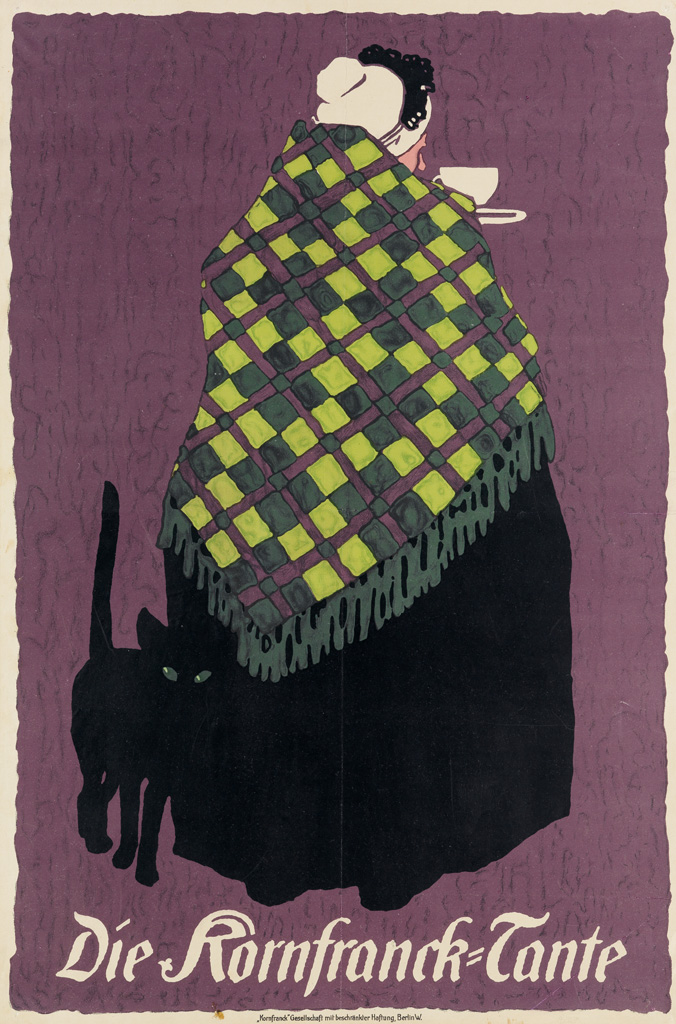
Succédané de café Franck

Les succédanés de café, ou ersatz de café, sont des fruits, des graines ou des racines de plantes torréfiés utilisés pour remplacer le café en cas de pénurie— notamment pendant les deux guerres mondiales —, pour l'absence de caféine ou pour limiter son bilan carbone. En France et en Allemagne, la chicorée à café n'a cessé d'être produite depuis la guerre, comme l'orge nue pour le café d'orge en Italie.
Trois grands ensembles se différencient : les céréales, les légumineuses et d'autres familles. Si certaines de ces boissons se rapprochent du café de par leur saveur, elle n'en sont pas, l'odeur est notamment jugée très différente. Au XXIe siècle en France, ces boissons sont des alternatives haut de gamme plus chères que le café lui même.
Quelques marques de succédané de café sont connues comme Ricoré en France, fabriquée à partir de chicorée, Caro (de) en Allemagne, fabriquée à partir de chicorée, d'orge, de malt d'orge et de seigle ou Postum (en) en Amérique du Nord, fabriquée à partir de son de blé et de mélasse.

## Espèces concernées

### Céréales
- Froment
- Orge commune, orge nue[1] pour le café d'orge et malt d'orge[1]
- Seigle[1]
- Petit épeautre[1]

### Légumineuses
- lupin[1]
- lentilles[1]
- Pois chiche[1]
- Soja
- café puant
- Chicot du Canada

### Autres
- Les variétés de chicorée spécifiques à la chicorée à café.
- Le pissenlit pour le café de pissenlit.
- Azérolier
- Dattier
- Gaillet gratteron
- Genévrier
- Les variétés de chêne à gland doux
- Yaupon[2]